# Naoya Uchida
Naoya Uchida es un actor y seiyū japonés nacido en Tokio, el 1 de mayo de 1953. Ha interpretado varios papeles menores de autoridad en varios dramas televisivos. Debutó en 1972 en el programa de NHK, Maboroshi no Satsui (幻の殺意, Maboroshi no Satsui), y continuó actuando en dramas de teatro y televisión hasta finales de la década de 1990. Desde entonces, ha vuelto a centrar su carrera en interpretaciones vocales como la ópera y el doblaje. 
Es conocido por sus papeles como Tatsuya Midorikawa/DenjiGreen en Denshi Sentai Denjiman, Madara Uchiha en Naruto y Askeladd en Vinland Saga. Él es también los famosos papeles de doblaje japonés de John C. Reilly, Woody Harrelson, Kenneth Branagh y Andy García.

## Biografía
A los 15 años, se unió a la compañía de teatro Wakakusa e hizo su debut en la serie de televisión Maboroshi no Satsui de NHK en 1972. Después de abandonar la universidad, ingresó a Wakoma Pro. En la década de 1970, formó la unidad "Cuatro en uno" junto a Akira Kamiya, Ryūsei Nakao y Ryōichi Fukuzawa.
En 1980, interpretó a Tatsuya Midorikawa en Denshi Sentai Denjiman. Después de eso, se interesó en los musicales tras aparecer en el teatro musical de la compañía de teatro Ranza. En 1982, estudió con el compositor Nori Naitō y trabajó en el musical a dedicación completa. Ha realizado numerosas actuaciones como Peter Pan, My Fair Lady, Duet, y en 1987, en la audición de casi 50.000 personas, interpretó el papel de los primeros Anjoulras de Les Miserables. Alrededor de 1996, comenzó a realizar actuaciones como actor de voz.
En las actividades de actuación de voz, desempeña una amplia gama de roles, desde serios hasta bromistas. Aunque ha trabajado principalmente en el doblaje de dramas extranjeros y películas occidentales, también está activo en animación y narración. En el trabajo de OVA, interpretó a Hayato Jin en la serie Getter Robo. En el doblaje, Naoya es la voz recurrente de los actores Bruce Willis, Woody Harrelson, Andy García, Paul McCrane, Kenneth Branagh y otros.
En agosto de 2008, Uchida prestó su voz a Raijin en la adaptación cinematográfica Engine Sentai Go-onger: Boom Boom! Bang Bang! GekijōBang!! de Super Sentai Series y participó en el escuadrón por primera vez en 28 años. También hizo una aparición especial en la serie de televisión Engine Sentai Go-onger con una voz de trueno.
En 2010, la serie de anime de COBRA THE ANIMATION fue transmitida en cadenas de televisión. El personaje de Cobra fue interpretado originalmente por Nachi Nozawa. En la versión OVA producida en 2009, Uchida interpretó a Cobra cuando era joven (antes de formar). Después de dejar Remax en enero del mismo año, ahora está afiliado a la agencia de talentos Office Osawa.
Su esposa es la representante de Miss Universo Japón 2001, Misao Arauchi, con quién está casado desde 2012.

## Roles de voz

### Anime
- Akagi (Kurosaki)
- Anpanman (Taiyakiman, Tamago Daijin, Mr. Yogurt, Datemakiman, Honey Uncle, Sabotenman, Paku Paku Ryu, Taikoman)
- Black Lagoon (Luak)
- Bleach (Adjuchas) (ep 284)
- Cobra the Animation (Cobra)
- Death Note (Soichiro Yagami)
- Dinosaur King (Dr. de Spike Taylor)
- Devilman Lady (Tatsuya Yuase)
- Drifters (Oda Nobunaga)
- Fairy Tail 100 Years Quest (Aldoron)
- Gyakkyō Burai Kaiji: Hakairoku-hen (Yuji Endo)
- Hunter × Hunter (2011) (Nobunaga Hazama)
- Ichigo 100% (Padre de Yui)
- Kaiji (Yuji Endo)
- Kyokō Suiri 2nd Season (Susumu Otonashi)
- Lupin III: La mujer llamada Fujiko Mine (Macarone)
- Majime ni Fumajime: Kaiketsu Zorori (Santa Yamamoto)
- Mobile Suit Gundam: The Witch from Mercury (Delling Rembran)
- Monster (Dr Gaitel)
- Monster Rancher (Golem)
- Mai-HiME (John Smith)
- Mai-Otome (John Smith)
- Naruto Shippuden (Madara Uchiha)
- Noir (Hammond)
- Nueva Getter Robo (Hayato Jin)
- One Piece (Doc Q)
- Onegai Teacher (Minoru Edajima)
- Shin Getter Robo vs Neo Getter Robo (Hayato Jin)
- Solo Leveling (Shigeo Matsumoto)
- Sora no Woto (Hopkins)
- Trinity Blood (Barón Baybars)
- Witch Hunter Robin (Hiroshi Todo)
- Yu-Gi-Oh! Duel Monsters GX (Maitre Sommelier Parker)
- Yūkoku no Moriarty (Jack Renfield)
- Dororo (2019)  (Daigo Kagemitsu)
- Vinland Saga (Askeladd)
- Zom 100: Zombie ni Naru made ni Shitai 100 no Koto (Padre de Shizuka)

### OVA
- Getter Robo Armageddon (Hayato Jin)
- Golgo 13: Queen Bee (Bernard/Benning)
- Naruto: Mision: Proteger la Aldea Oculta de la Cascada (Suien)
- Mobile Suit Gundam Unicorn (Otto Mitas)

### Películas
- Detective Conan: capturado en sus ojos (Tamotsu Jin'no)
- Hunter × Hunter: Phantom Rouge (Nobunaga Hazama)
- Road to Ninja: Naruto the Movie (Tobi)
- Soreike! Anpanman: Yūki no Hana ga Hiraku Toki (Cactus Man)

### Videojuegos
- Bleach: Hanatareshi Yabou (Bansui Amatsuki)
- Kingdom Hearts Birth by Sleep (Capitán Garfio)
- Ratchet: Deadlocked (Ace Hardlight)
- Sakura Wars: So Long, My Love (Michael Sunnyside)
- Naruto Shippūden: Ultimate Ninja Storm 3 (Madara Uchiha)
- Naruto Shippūden: Ultimate Ninja Storm 4 (Madara Uchiha)
- Naruto Shippuden: Ultimate Ninja Storm 4: Road to Boruto (Madara Uchiha)
- JoJo's Bizarre Adventure: All Star Battle (Cioccolata)
- JoJo's Bizarre Adventure: Eyes of Heaven (Cioccolata)

## Roles de doblaje

#### Live-action
- Bruce Willis
  - Armageddon (2004 NTV edition) (Harry Stamper)
  - The Sixth Sense (2003 NTV edition) (Dr. Malcolm Crowe)
  - Bandits (2005 NTV edition) (Joe Blake)
  - Tears of the Sun (Teniente A.K. Waters)
- Woody Harrelson
- Andy García
- Kevin Costner

#### Animación
- Cars (Chick Hicks)
- Cars 3 (Chick Hicks)
- Castlevania (Dracula)
- Jake y los piratas del país de Nunca Jamás (Capitán Garfio)
- Rio (Nigel)
- Rio 2 (Nigel)
- Rango (Elgin)

## Roles como actor

### Películas en imagen real
- Kami Voice (Tamba)

### Series en imagen real
- Kusa Moeru (1979)  (Nitta Rokurō)
- Monkey (1980) (Kousei)
- Shishi no Jidai (1980)
- Takeda Shingen (1988) (Sakuma Nobumori)
- Moeyo Ken (1990) (Rokusha Sōhaku)

### Tokusatsu
- Denshi Sentai Denjiman (Tatsuya Midorikawa/DenjiGreen)

### Teatro
- Sweet Charity (1983)
- Les Miserables (1987-1991)